# Le Marchand (Argentine)
Pour les articles homonymes, voir Le Marchand.
Le Marchand, ou Lemarchand, est un paraje argentin située dans le département de Güer Aike, dans la province de Santa Cruz. Elle est située à la jonction de la route nationale 3 et de la route provinciale 57, entre les villes de Puerto Coig et de Comandante Luis Piedrabuena, près de la frontière avec le département de Corpen Aike, à environ 130 km de Río Gallegos,.
Elle possédait auparavant une auberge et une station-service (les deux services ont fermé).

## Géographie
Le Marchand est située aux coordonnées 50° 45′ 34,2″ S, 69° 25′ 52,7″ O, à 279 mètres d'altitude. Son climat est froid et sec, correspondant au plateau patagonien.